# يسوع الناصري (مسلسل تلفزيوني)
يسوع الناصري (بالإيطالية: Gesù di Nazareth) هو مسلسل درامي تلفزيوني ملحمي عام 1977 من إخراج فرانكو زيفيريلي وشارك في كتابته أنتوني بورجيس وسوسو تشيكي داميكو، والذي يصور ميلاد يسوع وحياته وخدمته وصلبه وقيامته. يقوم ببطولته روبرت باول في دور يسوع، ويضم طاقمًا من النجوم المشهورين، بما في ذلك ثمانية فازوا أو فازوا بجوائز الأوسكار : آن بانكروفت، إرنست بورغنين، لورانس أوليفييه، كريستوفر بلامر، أنتوني كوين، رود ستايجر. جيمس إيرل جونز وبيتر أوستينوف.
تمت إضافة بعض المشاهد أثناء عملية الكتابة، مع إضافة بعض الشخصيات (مثل زرح) من أجل الاختصار أو التأثير الدرامي. يصور مسلسل يسوع الناصري يهوذا الإسخريوطي على أنه كان حسن النية في البداية، ولكن في وقت لاحق كشخص مخادع لزارح الذي خان يسوع إلى حد كبير نتيجة لحجج زارح الكاذبة وحججه. ومع ذلك، ووفقًا للأناجيل، يصور الفيلم نيقوديموس ويوسف الرامي كأعضاء متعاطفين في السنهدريم. ان العديد من معجزات يسوع، مثل تحويل الماء إلى خمر في عرس قانا الجليل، والتجلي، وتهدئة العاصفة، لا تظهر في الإنجيل، على الرغم من أن شفاء يسوع لابنة يايرس، وشفاء خادم قائد المئة، والأعمى والمرأة المقعدة في السبت، وإطعام الجموع، وإقامة لعازر من بين الأموات مذكورة في الإنجيل.
عرض مسلسل يسوع الناصري لأول مرة في 27 مارس 1977، على القناة الإيطالية راي 1، وبث لأول مرة في المملكة المتحدة، في 3 أبريل 1977، على آي تي في. لقد كان نجاحًا هائلاً من حيث التقييمات وتلقى استحسانًا، مع الثناء بشكل خاص على تصوير باول ليسوع.

## ملخص القصة
إن قصة يسوع الناصري هي نوع من الدياتسارون السينمائي، أو الانسجام الإنجيلي، الذي يمزج بين روايات العهد الجديد الأربعة. يقدم لنا الإنجيل يسوع باعتباره إلهًا وإنسانًا في الوقت نفسه. فخلال معمودية يسوع في نهر الأردن، ينطق يوحنا بكلمات الله "هذا هو ابني الحبيب". وتُقدَّم لنا الأحداث المسيحية المألوفة بترتيب زمني: خطوبة مريم ويوسف، ثم زواجهما لاحقًا؛ والبشارة؛ والزيارة؛ وختان يوحنا المعمدان؛ وميلاد يسوع؛ وزيارة المجوس؛ وختان يسوع؛ وتعداد كيرينيوس؛ والهروب إلى مصر ومذبحة الأبرياء؛ والعثور عليه في الهيكل؛ ومعمودية يسوع.
تشمل روايات الإنجيل المصورة أيضًا المرأة التي ضبطت في الزنا؛ وشفاء ابنة يايرس؛ ومساعدة يسوع لبطرس في صيد السمك؛ ومثل الابن الضال؛ وحوار بين يسوع وباراباس (غير كتابي)؛ وحفل عشاء متى؛ والعظة على الجبل؛ والمناظرة مع يوسف الرامي؛ وشفاء الرجل الأعمى عند البركة؛ وإقامة لعازر (يوحنا 11: 43)؛ وإطعام الخمسة آلاف؛ ودخول أورشليم؛ ويسوع والصيارفة؛ ومثل الابنين؛ وشفاء خادم قائد المئة؛ والحوار مع نيقوديموس؛ والعشاء الأخير؛ وخيانة يهوذا ليسوع.
في محاكمة السنهدريم ليسوع، اتُهم يسوع بالتجديف لأنه أطلق على نفسه اسم ابن إله إسرائيل. يعلن قيافا " الرب إلهنا رب واحد "، نافياً بذلك أن يكون لإله إسرائيل ابن. تتضمن المشاهد التالية إنكار بطرس للمسيح وتوبته اللاحقة؛ وحكم بيلاطس على يسوع؛ وسرد آلام يوحنا (يوحنا 18-19؛ بما في ذلك العذاب في البستان )؛ وحمل الصليب؛ وصلب المسيح (يقرأ نيقوديموس للسير لورانس أوليفييه مقطع " الخادم المتألم " (إشعياء 53: 3-5) وهو ينظر عاجزًا إلى المسيح المصلوب)؛ واكتشاف القبر الفارغ؛ وظهور المسيح القائم لتلاميذه. وتنتهي القصة بشخصية غير توراتية، وهي زارح، وزملاؤه، وهم ينظرون بيأس إلى القبر الفارغ. يندب زارح قائلاً: "الآن يبدأ الأمر. كل شيء يبدأ".

## أعضاء العمل
بطولة
- روبرت باول في دور يسوع

بطولة أيضا
- أوليفيا هوسي في دور ماري
- سيريل كوزاك في دور يهودا
- إيان هولم في دور زيراه
- يورجو فوياجيس في دور جوزيف

ضيوف الشرف
- آن بانكروفت بدور مريم المجدلية
- إيرنست بورغنين بدور قائد المئة الروماني
- كلاوديا كاردينالي بدور الزانية
- فالانتينا كورتس بدور هيروديا
- جيمس فارنتينو بدور بطرس
- جيمس إيرل جونز بدور المجوس الثلاثة
- ستيسي كيتش بدور باراباس
- توني لو بيانكو بدور كوينتيليوس
- جيمس ماسون بدور يوسف الرامي
- إيان ماكشين بدور يهوذا الإسخريوطي
- لورنس أوليفيه في دور نيقوديموس
- دونالد بليزانس في دور المجوس الثلاثة
- كريستوفر بلامر في دور هيرودوس أنتيباس
- أنتوني كوين في دور قيافا
- فرناندو ري في دور المجوس الثلاثة
- رالف ريتشاردسون في دور سمعان
- رود ستايغر في دور بيلاطس البنطي
- بيتر أوستينوف في دور هيرودس الأول
- مايكل يورك في دور يوحنا المعمدان

مع
- إيان بانين في دور أموس
- مارينا بيرتي في دور إليزابيث
- ريجينا بيانكي في دور آن
- ماريا كارتا في دور مارثا
- لي مونتاجو في دور حبقوق
- ريناتو راسيل في دور الرجل الأعمى
- أوليفر توبياس في دور جويل

شارك في البطولة
- نورمان بولر بدور ساتورنينوس
- روبرت بيتي بدور بروكولوس
- جون فيليبس بدور ناسو
- كين جونز بدور جوثام
- نانسي نيفينسون بدور أبيجيل
- ريناتو تيرا بدور آبل
- روي هولدر بدور أخنوخ
- جوناثان آدامز بدور آدم
- لورينزو مونيه بدور يسوع في سن 12 عامًا
- روبرت ديفي بدور دانيال
- أوليفر سميث بدور بولس الطرسوسي
- جورج كاميلر بدور هوسياس
- موري سالم بدور سمعان القانوي
- توني فوغل مثل أندراوس
- مايكل كرونين مثل إليفاز
- ستيف جاردنر مثل فيلبس
- ديريك جودفري مثل إيليهو
- ريناتو مونتالبانو مثل يايرس
- جون داتين مثل يوحنا بن زبدي
- مايكل هوجي مثل ناحوم
- كيث سكينر مثل الصبي الممسوس
- سيريل شابس مثل والد الصبي الممسوس
- جوناثان مولر مثل يعقوب بن زبدي
- جون توردوف مثل ملاخي
- إيزابيل ميستريس مثل سالومي (أميرة)
- بروس ليدينجتون مثل توما
- كيث واشنطن بدور متى
- ميمو كراو بدور تداوس
- جون إيستهام بدور برثولماوس
- سيرجيو نيكولاي بدور يعقوب بن حلفى
- فرانسيس دي وولف بدور سمعان الفريسي
- أنطونيلو كامبوديفيوري بدور إركانوس
- بول كوران بدور صموئيل
- تيم بيرس بدور روفوس
- مارك إيدن بدور كوارتوس
- برونو بارنابي بدور عزرا
- سيمون ماكوركيندل بدور لوشيوس
- فوربس كولينز بدور يوناس
- ليونيل جاييت بدور هاجاي
- مارتن بنسن بدور فريسي
- بيتر هارلو بدور فاليريوس
- كارل فورجيوني بدور بلوتينوس
- دونالد سومبتير بدور اللص الأيسر
- بينو كوليزي بدور اللص اليمين
- روبرت براون (ممثل بريطاني) بدور فريسي
- هارولد بينيت بدور شيخ
- روبرت مالارد بدور كوازرا
- عبد المجيد لكحل بدور الفاريسيوم
- كريستوفر رايش بدور كاهن الختان وبدور ميتيلوس

### التعاونات السابقة مع زيفيريللي
كان العديد من أعضاء فريق التمثيل قد شاركوا بالفعل في إنتاجات زيفيريللي السابقة. كان الممثلون البريطانيون هوسي، ويورك، وهولدر، ولوفيل، وسكينر قد شاركوا في مسرحية روميو وجولييت بدور جولييت، وتيبالت، وبيتر، وسامبسون، وبالتازار على التوالي. بالإضافة إلى ذلك، قام أوليفييه بعمل غير مذكور باعتباره الراوي والصوت الدبلجي للورد مونتاجو. كان كوليزي، الذي ظهر في دور جوباب، قد أطلق في السابق لقب تيبالت من يورك في النسخة الإيطالية من روميو وجولييت.

## إنتاج

### تطوير
صور المسلسل عندما استقبل البابا بولس السادس لو جريد، الذي هنأه على صنع موسى المشرع، وهو فيلم تلفزيوني عام 1974 بطولة بيرت لانكستر وإنتاج شركة شركة تليفزيون إنكوربوريتد التابعة لـ جريد وشبكة التلفزيون الإيطالية راي. وفي نهاية المقابلة، قال البابا إنه يأمل أن يكون مشروعه القادم حول حياة يسوع. وبعد أسبوعين، أثناء تناول العشاء مع أحد المسؤولين التنفيذيين في شركة راي، أخبره جريد أنه ينوي أن تقوم شركاتهم بإعداد مثل هذا الفيلم. عُرضت مهام التوجيه على فرانكو زيفيريلي - وهو كاثوليكي روماني متدين عرف البابا منذ أيامه كرئيس أساقفة ميلانو، عندما كان يزور مدرسة زيفيريلي كثيرًا - بمبادرة من البابا، الذي أصر على أنه إما أن يصنع يسوع الناصري أو لا يصنع أي شخص آخر. رفض المخرج الاقتراح في البداية، لكن جريد أقنعه في النهاية بالموافقة؛ فقبل الوظيفة قبل فترة وجيزة من عيد الميلاد عام 1973.

وفي وقت لاحق، روى كاتب السيناريو أنتوني بورجيس إطلاق المشروع في مقال بعنوان "تيليجيسوس (أو ميدياكريست)":
كانت فكرة إنتاج فيلم تلفزيوني مدته ست ساعات عن حياة يسوع المسيح قد اقترحها أحد اليهود البريطانيين النبلاء، بمباركة ذهبية من شركة سيارات أمريكية. وقد أثار هذا المشروع استياء البعض، في حين رأى فيه آخرون تجديفا. ترأس اللورد جريد، الذي كان يُعرف آنذاك باسم السير لو جريد، مؤتمراً صحفياً حاشداً في المدينة المقدسة (روما)، وقال كل ما كان من الممكن قوله ــ أي أنه سيكون هناك هذا الفيلم، وأن زيفيريلي سيخرجه، وأن بورجيس سوف يكتبه. وعلى إثر هذا الإعلان، أقام الرومان ما يشبه العشاء الأول العظيم، الذي حضره الحاخام الأكبر في روما، فضلاً عن عدد من رجال الدين البريطانيين من لاعبي الكريكيت. تم تعيين السير ليو جريد فارسًا للجمهورية. وكان البابا غائبا بشكل ملحوظ.
أصر كل من جريد وزيفيريلي على أن تكييفهما لحياة يسوع يجب أن يكون "مسكونيًا" ومتماسكًا، حتى بالنسبة لغير المؤمنين، و"مقبولًا لدى جميع الطوائف". ولضمان دقة الفيلم، استشار المنتجون خبراء من الفاتيكان، وكلية ليو بيك الحاخامية في لندن، والمدرسة القرآنية في مكناس، المغرب. ومع ذلك، عندما طلب زيفيريلي من الحاخام ألبرت فريدلاندر مساعدته في إنشاء مشهد بار ميتسفا الخاص بيسوع، أجاب الأخير أن مثل هذه الاحتفالات كانت تمارس فقط منذ القرن الخامس عشر. لكن المخرج أصر على إدراجه، وحاول فريدلاندر تعليم الممثل الطفل لورينزو مونيه قراءة جزء قصير من الأسفار الخمسة باللغة العبرية. لكن مونيه تمتم بذلك ولم يكن المخرج راضيًا (في الفيلم، يقرأ الصبي يسوع في الغالب باللغة الإنجليزية).

### التصوير
تم التصوير الرئيسي في المغرب وتونس من سبتمبر 1975 إلى مايو 1976. تم تصوير مشاهد الكنيس بمساعدة ممثلين إضافيين من الجالية اليهودية في جزيرة جربة. كانت مدينة المنستير في تونس بمثابة القدس في القرن الأول الميلادي. يتذكر إرنست بورغنين، الذي جسد دور كورنيليوس القائد، أنه بما أن اللوائح كانت تتطلب توظيف كومبارس محليين - معظمهم من ذوي اللغة الإنجليزية الرديئة - للعديد من الأدوار الأصغر، فقد كان لا بد من دبلجتهم. قرر زيفيريللي تجنب تسجيل الصوت تمامًا في العديد من الأجزاء، وإرسال الممثلين الرئيسيين ببساطة لدبلجة شخصياتهم في الاستوديو لاحقًا. تم استخدام المجموعات الدائمة للفيلم لاحقًا من قبل فرقة الكوميديا البريطانية مونتي بايثون في هجائهم الديني حياة بريان (1979).
تختلف التقارير المتعلقة بحجم ميزانية الدراما: ذكرت Presbyterian Survey أنها كانت 12 مليون دولار، وذكرت مجلة ذا ليسنر رقم 9 ملايين جنيه إسترليني، (حوالي 16 مليون دولار)، بينما ذكرت Third Way أنها تكلفت 11.5 مليون جنيه إسترليني  (حوالي 20 مليون دولار). وتشير مصادر أخرى إلى أن المبلغ يصل إلى 18 مليون دولار. في سيرته الذاتية، كتب جريد أنه "في الحساب النهائي، حصل مسلسل يسوع الناصري على 45 مليون دولار".

### اختيار باول لدور يسوع
في البداية فكر المنتجون في اختيار نجم معروف، قادر على جذب عدد كبير من الجمهور، للقيام بدور المسيح. كان أول ممثل تم التفكير فيه هو داستن هوفمان، وكان آل باتشينو أيضًا مرشحًا. قرر زيفيريللي البحث عن ممثل يمكن للجمهور التعرف عليه على الفور باعتباره يسوع. على سبيل المثال، يبلغ طول كل من هوفمان وباتشينو 5 أقدام و6 بوصات فقط، ولا يحمل وجه أي من الرجلين تشابهًا مع يسوع كما هو موضح في الفن، والذي استند لعدة قرون على الصورة الموجودة على كفن تورينو. الصورة الموجودة على الكفن هي صورة رجل يبلغ طوله ستة أقدام. في النهاية، تأثر شكل الشخصية بلوحة رأس المسيح لوارنر سالمان : كتب بول هارفي وإدوارد جيه بلوم العرض "وضع خيال سالمان في الحركة". تم تصوير العذراء مريم بواسطة أوليفيا هوسي.
نشأت فكرة اختيار روبرت باول من قبل زوجة جريد، كاثي مودي، التي أخبرت زوجها أن الممثل لديه "عيون زرقاء رائعة" بعد مشاهدة أدائه في نسخة تلفزيونية من رواية جود الغامض على قناة بي بي سي. تعرض باول لانتقادات من الجماعات الدينية بسبب "عيشه في الخطيئة" مع رفيقته الراقصة باربرا لورد من فرقة بان بيبول، بينما كان ينوي تصوير يسوع. تزوج الزوجان قبل وقت قصير من بدء الإنتاج. اعتبارًا من عام 2023، أصبح باول ولورد متزوجين منذ 48 عامًا.
نادرًا ما يرمش باول طوال الفيلم بأكمله، محاكياً في هذا الصدد إتش بي وارنر في فيلم ملك الملوك عام 1927 وماكس فون سيدو في أعظم قصة تم سردها على الإطلاق عام 1965. وكان هذا التأثير قرارًا متعمدًا من جانب زيفيريللي. علق جيمس هولدن أن النتيجة كانت "اتصالاً بصريًا عميقًا لا هوادة فيه مع يسوع". تم وضع كحل أزرق غامق على المجموعة لتسليط الضوء على عيون باول الزرقاء. لقد أصبح تصوير باول منذ ذلك الحين صورة مستخدمة بشكل متكرر في الفن التعبدي الشعبي، و"حدد الصورة المرئية للمسيح في أذهان الجمهور. ربما أكثر من أي فيلم آخر عن يسوع".
بالنسبة لمشهد الصلب، حرم باول نفسه من الطعام، حيث تناول الجبن فقط لمدة اثني عشر يومًا قبل التصوير "لكي يبدو متعبًا".

## البث والتقييمات
عرض فيلم يسوع الناصري لأول مرة على قناة راي 1 الإيطالية في 27 مارس 1977. تم بثه في خمس حلقات، واحدة كل أسبوع حتى 25 أبريل. وفي أحد الشعانين، 3 أبريل/نيسان 1977 ـ تاريخ بث الحلقة الثانية ـ أيد البابا البرنامج في خطابه العام بمناسبة العيد وأوصى المؤمنين بمشاهدته. حظيت السلسلة بتقييمات عالية: أفاد الراهب الدومينيكي الألماني وناقد الأفلام أمبروس إيشينبرجر أنه وفقًا لاستطلاعات الرأي المحلية، شاهد المسلسل 84٪ من أصحاب أجهزة التلفزيون في المدن الكبرى. على سبيل المثال، قُدِّر عدد المشاهدين للحلقة الثالثة، التي تم بثها في 10 أبريل، بنحو 28.3 مليونًا.
وفي المملكة المتحدة والولايات المتحدة، تم بثه في جزأين، وإن كانا بأطوال مختلفة، بواسطة شبكة آي تي في في المملكة المتحدة وشبكة إن بي سي في الولايات المتحدة. في كلا البلدين، تم بث الجزء الأول في 3 أبريل والثاني في عيد الفصح، 10 أبريل 1977. خلال عرضه الأصلي في المملكة المتحدة، بلغ عدد مشاهدي فيلم يسوع الناصري حوالي 21 مليون مشاهد.
عندما تم بث الحلقة الأولى في الولايات المتحدة، حققت نجاحًا كبيرًا. ذكرت صحيفة نيويورك تايمز أن البرنامج "تغلب على جميع البرامج المنافسة ليلة الأحد"، حيث بلغت تقييمات نيلسن بين عشية وضحاها 53% في لوس أنجلوس و46% في مدينة نيويورك. حصلت السلسلة القصيرة ككل على تصنيف نيلسن بلغ 30.8 نقطة، حيث تمثل كل نقطة ما يقرب من 712000 منزل يمتلك جهاز تلفزيون، وحصة جمهور تبلغ 50% على مستوى البلاد،  في كلتا الليلتين. وقد حسبت الشركة أن يسوع اجتذب حوالي 90 مليون مشاهد.
في ألمانيا الغربية، تم بثه على قناة زي دي اف في أربع حلقات في 19 و21 و23 و24 مارس 1978؛  وقد شاهده 40% من الجمهور.
حقق فيلم يسوع الناصري نجاحًا تجاريًا هائلاً وأصبح أحد أكثر الإنتاجات تسويقًا على نطاق واسع والأكثر إشادة من قبل النقاد والأكثر شهرة حول حياة المسيح. صرحت شركة Lew Grade بأنها حققت " ربحًا صافيًا قدره 30 مليون دولار".

## استقبال نقدي
من المعروف أن البابا بولس السادس أشاد بفيلم زيفيريلي، سواء في تعليق خاص أو في خطاب عام في أحد الشعانين قبل ظهور المسلسل القصير لأول مرة في أسبوع الآلام على التلفزيون الإيطالي.
وكانت المراجعات أيضًا إيجابية بشكل ملحوظ. وفي مقال كتبه لصحيفة واشنطن بوست، قال توم شيلز
: "إن المرء يميل إلى وصف الفيلم بالمعجزة. زيفيريللي لديه عين للتركيب والإضاءة غير مسبوقة في الأفلام التلفزيونية. ربما لم يكن هناك فيلم ديني يتمتع بمثل هذا الشعور الشامل بالمكان والفترة الزمنية... القيم الدرامية والرمزية الجوهرية للقصة، والتي أفلتت من صناع الأفلام في الماضي، تتجلى بوضوح مذهل". اشاد شايلز بأوليفيا هوسي في دور ماري ووصفها بأنها "هشة ومحيرة وقوية في نفس الوقت". ومع ذلك، فإن "ظهور باول بشخصية المسيح يشكل عيبًا هنا. ورغم أنه قد يكون من الجدير بالثناء أنه لا يشبه بأي حال من الأحوال الصورة النمطية للرجل الآري ذي الشعر الأشقر السائدة في مثل هذه الأفلام لسنوات، إلا أن باول يبدو شاحبًا ونحيلًا لدرجة أن المرء يخشى على صحته. ان العمل، على الرغم من العيوب، إنجاز مثير للإعجاب حقًا".
وقد أشاد النقاد بأداء روبرت باول لدور يسوع على وجه الخصوص.

## الجوائز والترشيحات
حصل مسلسل يسوع الناصري على ترشيح لجائزة إيمي لأفضل دراما خاصة. بالإضافة إلى ذلك، حصل جيمس فارينتينو، الذي جسد دور الرسول بطرس، على ترشيح للأداء المتميز لممثل مساعد في مسلسل درامي خاص.
فاز فيلم يسوع الناصري بجوائز أفضل تصوير سينمائي لأرماندو نانوزي، وأفضل تصميم أزياء للوسيا ميريزول، وأفضل تصميم إنتاجي لميريزولا مرة أخرى، من النقابة الوطنية الإيطالية للصحفيين السينمائيين.

## البث اللاحق والوسائط المنزلية
أعادت قناة إن بي سي بث المسلسل في الأعوام 1979، 1980، 1984، 1987، و1990.
تم إصداره في الأصل كإصدار في إتش إس بثلاثة أشرطة في أوائل الثمانينيات تحت علامة ماجنتيك فيديو. تم إصداره لاحقًا تحت علامة الفيديو الرئيسية CBS / Fox في عام 1986. تم إصداره في إتش إس آخر بثلاثة أشرطة بواسطة LIVE Home Video في عام 1992 ومرة أخرى في 22 فبراير 1995. قامت شركة Artisan Entertainment بإصدار نسخة دي في دي على قرصين في فبراير 2000. في المملكة المتحدة، كان إصدار Polygram في إتش إس الأصلي لعام 1986 (أربعة أشرطة) كاملاً بدون أي قطع، وكان يتضمن الإصدار الكامل الذي تبلغ مدته 386 دقيقة. تضمن فيديو كارلتون لعام 2000 (شريطين) نسخة مختصرة للغاية استمرت لمدة 270 دقيقة. يُنسب إلى قرص دي في دي الخاص بغرناطة أنه النسخة غير المحررة ويستمر لمدة 374 دقيقة، ولكن هذا يرجع إلى تسريع PAL وهو الإصدار الكامل. المشهدان الإضافيان - لقاء خاص بين يهوذا الإسخريوطي وزارح، ومشهد الخيانة الافتتاحي أثناء العشاء الأخير - تمت إضافتهما بالفعل في العرض المتكرر في المملكة المتحدة بعد عامين، وبالتالي لم يتم تضمينهما لأن قرص دي في دي هو النسخة الأصلية لعام 1977.
يتم بث المسلسل كل عيد الفصح وعيد الميلاد في العديد من البلدان، بما في ذلك اليونان على ANT1، وفي الولايات المتحدة على قناة التاريخ التلفزيونية وشبكة الثالوث للبث.
في تشيلي، تم بث المسلسل الكامل كل جمعة عظيمة منذ عام 1982 من خلال هيئة البث التلفزيوني العامة تلفزيون ناسيونال د تشيلي.
قرص دي في دي الخاص بالمنطقة 1 هو البث الأصلي لعام 1977. تم إصدار قرص دي في دي الخاص بمنطقة Carlton 2 في المملكة المتحدة وتم قصه بشكل كبير ويبلغ طوله 270 دقيقة. يبلغ وقت تشغيل إصدار دي في دي الهولندي (Carlton Region 2 أيضًا) 365 دقيقة (وقت التشغيل البالغ 399 دقيقة المذكور على الغلاف هو خطأ مطبعي).
تم إصدار الدراما على التنزيل الرقمي (أو البث المباشر) لكل من جوجل بلاي وأبل ستور. النسخة التي تم إصدارها هي النسخة الأصلية الكاملة المكونة من 4 أجزاء والتي تم بثها عام 1977، على الرغم من أنها فقط بالدقة القياسية الأصلية. على غرار المحتوى الخاص الآخر، لم يتم تطبيق حقوق الطبع والنشر الخاصة بالفيلم بشكل فضفاض إلا في السنوات الأخيرة، مما أدى إلى ظهوره بالكامل على منصة YouTube المدفوعة بالإعلانات من Google.
وفي عيد الفصح عام 2016، ومرة أخرى في عام 2018، عرضت قناة Sky Arts البريطانية جزءًا واحدًا يوميًا على مدار الأيام الأربعة لعيد الفصح. كانت النسخة التي استخدموها هي النسخة الموسعة المكونة من أربعة أجزاء، والتي يبلغ مجموعها ثماني ساعات مع الإعلانات.
تم عرض المسلسل على قناة إن بي سي تحت عنوان "الحدث الكبير" في حلقتين مدة كل منهما ثلاث ساعات مع إعلانات محدودة في أحد الشعانين وأحد عيد الفصح. تمت إضافة لقطات إضافية لإعادة عرضها عام 1979 وبثها في أربعة أجزاء مدة كل منها ساعتان. في الثمانينيات والتسعينيات من القرن العشرين، أعيد بث الفيلم على قناة إن بي سي في ثلاث حلقات مدتها ساعتين وثلاث ساعات، وتم إصدارها على في إتش إس ودي في دي كعرض تقديمي كامل مع مجموعة واحدة من الاعتمادات.
في عام 2022، أصبحت السلسلة الكاملة متاحة على BritBox في المملكة المتحدة في الوقت المناسب لعيد الفصح.

## كتب
نشرت نسختين مقتبستين من رواية يسوع الناصري. الأولى "يسوع الناصري" (1977)، بقلم عالم اللاهوت الاسكتلندي ويليام باركلي، هو رواية مقتبسة من السلسلة القصيرة، نُشرت كرواية ورقية بحجم تقليدي بالإضافة إلى كتاب غلاف مقوى كبير الحجم مع مجموعة واسعة من الصور الملونة من السلسلة القصيرة.
الثانية رجل الناصرة (1979) هي رواية أنتوني بورجيس المستندة إلى نصه الأصلي للمسلسل القصير يسوع الناصري. سمحت الرواية لبورغيس بالاحتفاظ بعناصر من نصه وتوسيعها والتي قامت السلسلة المصغرة بتغييرها أو حذفها، ونتيجة لذلك، يحتوي رواية رجل الناصرة على اختلافات كبيرة عن مسلسل يسوع الناصري. حولت تكملة بورجيس المباشرة لرواية رجل الناصرة، رواية مملكة الأشرار (1985)، إلى عرض تلفزيوني في عام 1985 تحت عنوان AD (الذي يضم بعض الممثلين الذين ظهروا في مسلسل يسوع الناصري، وإن كان في أدوار مختلفة).

## روابط خارجية
- يسوع الناصري  على قاعدة بيانات الأفلام على الإنترنت (بالإنجليزية).
- Jesus of Nazareth على موقع أول موفي.
- Jesus of Nazareth at the TCM Movie Database
- webpages dedicated to the movie called "Jesus of Nazareth" by Franco Zeffirelli
- Jesus of Nazareth at the Arts & Faith Top100 Spiritually Significant Films list